# Anti-Flag
Az Anti–Flag amerikai punk rock/anarcho punk/hardcore punk/melodic hardcore együttes. 1988–ban alakultak Pittsburgh–ben. Első nagylemezüket 1996–ban adták ki. Érdekesség, hogy több politikai és állatvédő szervezetet is támogatnak (például Greenpeace, Amnesty International). Szövegeik témái is nagyrészt a politikáról szólnak. Lemezkiadóik: New Red Archives, Go Kart Records, A–F Records (a zenekar által alapított kiadó), Fat Wreck Chords, RCA Records, SideOneDummy Records, Spinefarm Records. 1989–ben feloszlottak, 1992 óta újból aktív az Anti–Flag. A punk rajongók körében híresek lettek társadalomkritikus szövegeik miatt is. Magyarországon is több alkalommal koncerteztek már, először 2008–ban léptek fel itthon, a Sziget Fesztivál keretein belül. 2014-ben másodszor is felléptek nálunk, szintén a Sziget Fesztiválon. 2017–ben a Dürer Kertben játszottak. 2018 júniusában újból eljutottak Magyarországra az Offspringgel, és a magyar "Run Over Dogs"–szal turnéztak.
Az együttest kritikák érték a nevük miatt, azonban kijelentették, hogy az "Anti-Flag" név nem az Amerika ellenességre utal, hanem a háborúellenességre, az egységre és a békében együtt élésre. Kritikákat kaptak azért is, hogy kapitalizmus-ellenes álláspontjuk ellenére 2005-ben egy "nagy" kiadóval, az RCA Recordsszal kötöttek lemezszerződést. Ennek hatására többen rásütötték az együttesre, hogy "eladták magukat". A zenekar szerint azért kötöttek szerződést az RCA Recordsszal, hogy több emberhez eljusson az üzenetük.

## Tagok
- Justin Sane – ének, gitár (1988–1989, 1992–)
- Chris Barker – basszusgitár, vokál, ének (1999–)
- Chris Head – basszusgitár, ritmusgitár, vokál (1997–)
- Pat Thetic – dobok, ütős hangszerek (1988–1989, 1992–)

## Diszkográfia

### Stúdióalbumok
- Die for the Government (1996)
- A New Kind of Army (1999)
- Underground Network (2001)
- Mobilize (2002)
- The Terror State (2003)
- For Blood and Empire (2006)
- The Bright Lights of America (2008)
- The People or the Gun (2009)
- The General Strike (2012)
- American Spring (2015)
- American Fall (2017)
- American Reckoning (2018)
- 20/20 Vision (2020)[6]
- Lies They Tell to Our Children (2023)